# Freikörperkultur

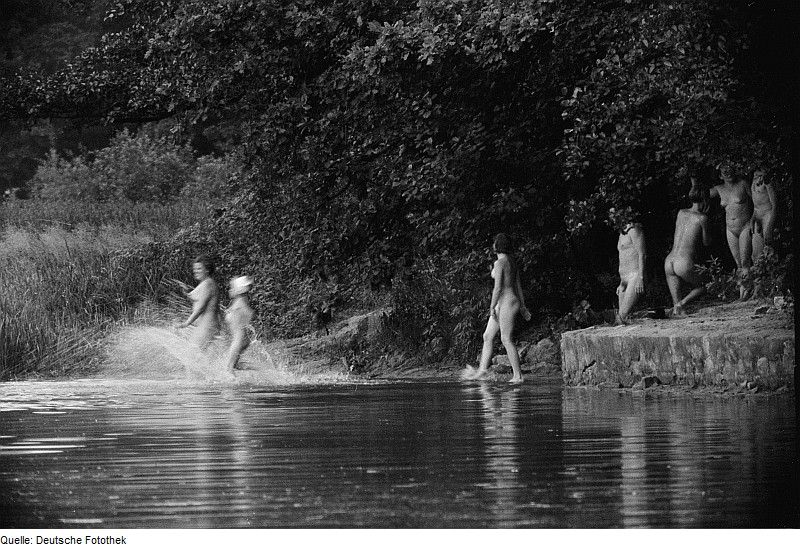
Exemplo de prática da Freikörperkultur (FKK), associada ao naturismo europeu.

Freikörperkultur — FKK é uma expressão em alemão que significa cultura do corpo livre.  A sigla é internacionalmente reconhecida entre os adeptos do naturismo, e frequentemente utilizada para identificar locais ou associações naturistas mesmo em países onde não é falada a língua alemã.